# Gazzetta del Sud
La Gazzetta del Sud è un quotidiano del Mezzogiorno con sede a Messina. È, per importanza e diffusione, il primo quotidiano in Calabria e nella provincia di Messina. Nel 2017, la Società Editrice Sud, editrice della Gazzetta del Sud, ha acquisito la quota di maggioranza della società Giornale di Sicilia Editoriale Poligrafica S.p.a., editrice  del Giornale di Sicilia e oggi ne detiene il 100%.

## Storia
Il quotidiano, fondato a Messina nel 1952 dal Cavaliere del Lavoro Uberto Bonino, industriale e deputato all'Assemblea Costituente e poi alla Camera eletto nelle liste del Partito Liberale Italiano, del Partito Nazionale Monarchico e del Movimento Sociale Italiano, ha ereditato dal fondatore uno spirito politico di stampo moderato e liberale.
Bonino, già editore del Notiziario di Messina assieme all'on. Gaetano Martino, lasciò il PLI e la società editrice nel 1951, anno in cui fonda la SES (Società Editrice Siciliana, oggi Società Editrice Sud), che dal 13 aprile del 1952 inizia a pubblicare la nuova testata. Dal 1988, anno della morte del sen. Bonino, la Fondazione Bonino-Pulejo da lui fondata nel 1972, per volontà testamentaria è divenuta azionista di maggioranza della SES. Dal 1988 al 2019, la Ses è stata guidata da Giovanni Morgante, braccio destro del sen. Bonino, fino alla sua scomparsa nel 2019. A succedergli nella presidenza per scelta unanime degli azionisti il figlio Pasquale (Lino) Morgante, che dal 2012 era già direttore editoriale e amministratore delegato. Dal 1968 al 2012 la Gazzetta del Sud è stata diretta da Antonino Calarco, salvo dal 1979 al 1983, quando Calarco fu senatore DC e la direzione del quotidiano fu assunta dal vicedirettore  Biagio Belfiore. Oggi è direttore responsabile Alessandro Notarstefano, che ne ha raccolto il testimone. 
Nata per essere tra Sicilia e Calabria un “ponte” informativo, che nelle cronache oggettivamente narrate ne valorizzasse risorse ed eccellenze, oggi Gazzetta del Sud garantisce un'informazione qualificata, libera, capillare con speciale attenzione alle cronache locali dei territori di riferimento, grazie all'impegno del corpo redazionale e della fitta rete di collaboratori. Importante anche l'investimento tecnologico che, pur nella valorizzazione del tradizionale formato cartaceo, ha condotto ad una sostanziale implementazione dell'informazione digitale, portando il sito gazzettadelsud.it a raggiungere livelli di crescita record certificati. Recentemente l'informazione digitale è stata arricchita con una sezione dedicata alla Puglia.  
Alla direzione della Gazzetta del Sud si sono succeduti: Gino Bruti, Michele Torre, Lino Amendolia, Orsino Orsini, Sergio Pacini,  Antonino (Nino) Calarco (1968-2012), Alessandro Notarstefano (dal 2012 a tutt'oggi).

## Edizioni
Il quotidiano viene pubblicato in quattro edizioni dedicate in Sicilia orientale e Calabria:
1. Messina
2. Reggio
3. Cosenza
4. Catanzaro-Crotone-Lamezia-Vibo

Ogni giovedì all'interno di ciascuna delle edizioni viene pubblicato l'inserto gratuito Noi Magazine, dedicato al pubblico giovane e al comparto dell'Istruzione. All'inserto, pubblicato da quasi trent'anni, è legato dal 2019 il progetto “Gazzetta del Sud in classe con Noi Magazine”, promosso da Ses assieme alle scuole e alle Università dei territori di riferimento per incentivare nei giovani l'interesse all'informazione di qualità, alla lettura critica e alla scrittura responsabile. Gazzetta del Sud contribuisce così, attraverso un'azione culturale informativa e formativa condotta sui territori di riferimento con il sostegno dell'Ordine dei Giornalisti e dell'Ufficio scolastico, anche alle strategie di contrasto alla dispersione scolastica e all'abbandono degli studi.

## Il nuovo formato
Il 15 settembre 2018, in occasione del restyling grafico della testata, è stato introdotto un nuovo formato tabloid.

## Gerenza[2]
| Presidente e direttore editoriale S.E.S. | Lino Morgante           |
| Vicepresidente S.E.S.                    | Giuseppe Ilacqua        |
| Direttore responsabile                   | Alessandro Notarstefano |